# Son Servera
Son Servera (en catalan et en castillan) est une commune d'Espagne de l'île de Majorque dans la communauté autonome des Îles Baléares. Elle est située au nord-est de l'île et fait partie de la comarque du Llevant.

## Géographie

Localisation de l'île Majorque dans les Îles Baléares.
Localisation de Son Servera dans l'île de Majorque.
Localisation de la comarque du Llevant dans l'île de Majorque.

Son Servera, chef-lieu de la commune, se dresse au pied du Puig de sa Font, dont le point culminant est à 273 mètres d'altitude. À l'est, près de la côte, se trouvent les villes de Cala Millor et Cala Bona, réunies et traversées par une promenade. Au nord et vers le cap du Pinar sont les quartiers résidentiels de Marjals de la Costa dels Pins.
La ville a donné son nom à la baie homonyme.

## Administration
| Période                                  | Période | Identité             | Étiquette         | Qualité |
| ---------------------------------------- | ------- | -------------------- | ----------------- | ------- |
| 2011                                     | 2013    | José Barrientos Ruiz | PSOE              |         |
| 2013                                     | 2017    | Antoni Servera       | Parti indépendant |         |
| Les données manquantes sont à compléter. |         |                      |                   |         |

En 2013, le maire du village est Antoni Servera, affilié au parti des Indépendents. Il est soutenu par quatre conseillers municipaux du PSIB-PSOE, quatre des Independents, un d'ERC et un d'El Pi. Il y a aussi sept conseillers municipaux du Parti populaire dans l'opposition.